# Tachybaptus dominicus
El zampullín macacito (Tachybaptus dominicus), también denominado macá gris, zambullidor chico, zambullidor menor y zampullín enano y tígua, es una especie de ave podicipediforme perteneciente a la familia de los Podicipedidae. Es el miembro más pequeño de la familia y habita en el continente americano, desde el sudoeste de los Estados Unidos y México hasta Uruguay, pasando por Trinidad y Tobago, las Bahamas y las Antillas Mayores.

## Descripción

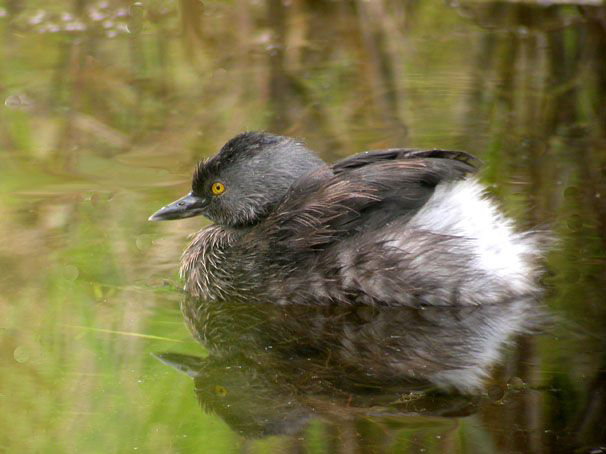
Plumaje de adulto.

El macá gris mide entre 21 y 27 cm de largo y pesa entre 112 y 180 gramos. Al igual que todos los miembros de su familia, sus patas se encuentran muy desplazadas hacia la parte trasera del cuerpo y no pueden caminar bien, aunque es un excelente nadador. Es pequeño y rechoncho, tiene un pico corto y redondeado, y ojos de color amarillo intenso.
El adulto es de color gris parduzco con el píleo y cuello más oscuro. El pecho es marrón y la parte baja de su cuerpo es más pálida; durante el vuelo, se aprecia una coloración blanca en las alas. Las aves más jóvenes son de color más claro y tienen el cuello más blanco, y los pichones son aún más pálidos y grises que los adultos. A diferencia de los otros miembros de su género, no tiene el cuello de color castaño. 

## Taxonomía
Existen cinco subespecies reconocidas del macá gris, diferenciadas principalmente por su tamaño y color.
- T. d. dominicus: se encuentra en el norte del Caribe, incluyendo las Bahamas, las Antillas Mayores y las Islas Vírgenes.
- T. d. brachypterus: vive en el sur de Texas y a lo largo de México, hasta Panamá.
- T. d. bangsi: habita únicamente la zona de Baja California Sur, en México. Es el más pequeño y de plumaje más claro de las subespecies.
- T. d. speciosus: se encuentra en Sudamérica, desde Colombia, Venezuela y Trinidad y Tobago hasta Argentina y el sur de Brasil.
- T. d. eisenmanni: vive solamente en el oeste de Ecuador.

El nombre de su género, Tachybaptus, es una combinación de dos palabras griegas: takhus, que significa "rápido", y baptos. que se traduce como "buceo". El nombre perteneciente a la especie, dominicus, se refiere a la isla del Caribe La Española, antiguamente conocida como Santo Domingo. El macá gris es el ejemplar más pequeño de los macás y es el único que vive en América; los otros cuatro miembros del género Tachybaptus residen en el Viejo Mundo y en Australasia.

## Hábitat y distribución
El macá gris vive en una gran variedad de hábitats húmedos, incluyendo estanques de agua dulce, lagos y pantanos, ríos poco caudalosos, zanjas ubicadas al borde de las carreteras y manglares. Por lo general, prefieren cuerpos de agua con cantidades considerables de vegetación, particularmente a lo largo de los bordes; de hecho utilizan incluso zonas húmedas casi completamente bloqueadas por las plantas. Seleccionan pequeñas fuentes de agua temporales para reproducirse, para evitar que sus pichones sean capturados por los peces.

## Comportamiento
Durante gran parte del año, el macá gris puede encontrarse solo o en parejas; sin embargo, fuera de la época reproductiva, a veces se reúnen en bandadas de veinte o más individuos.

### Alimentación
Esta ave come varios animales acuáticos, como pequeños peces, crustáceos, ranas e insectos. Como todos los macás, tiene una gran habilidad para cazar sus presas cuando éstas se encuentran sumergidas en el agua. Por lo general, pasa doce segundos bajo el agua cada vez y toma pausas para respirar sobre la superficie de dos a veinticuatro segundos.

### Reproducción
El macá gris se reproduce a lo largo de todo el año. Los que viven en los trópicos tienden a reproducirse durante la estación de lluvias, mientras que los ejemplares de las zonas más secas anidan en cualquier otro momento (se han encontrado nidos en todos los meses del año en Texas). Cada pareja construye un nido flotante compacto formado por vegetación, generalmente algas, apoyado sobre plantas acuáticas. La hembra deposita entre tres y seis huevos de color blanco, pese a que el material del nido los mancha rápidamente y les da un tono marrón. Los dos adultos empollan los huevos y los pichones nacen después de veintiún días, cubiertos de rayas. A veces los adultos los llevan sobre su lomo cuando son muy pequeños. 

### Canto
El canto para atraer al sexo opuesto y posibilitar la reproducción es similar a un relincho de caballo. 

## Amenazas
El macá gris se encuentra amenazado por una gran cantidad de depredadores, en particular cuando son jóvenes. Se han reportado avistajes de peces de gran tamaño y tortugas marinas capturando pichones de macá, y entre el resto de sus depredadores se encuentran las aves de rapiña, tales como el halcón plomizo, el cual puede atrapar ejemplares adultos.